# Сойминська (мінеральна вода)

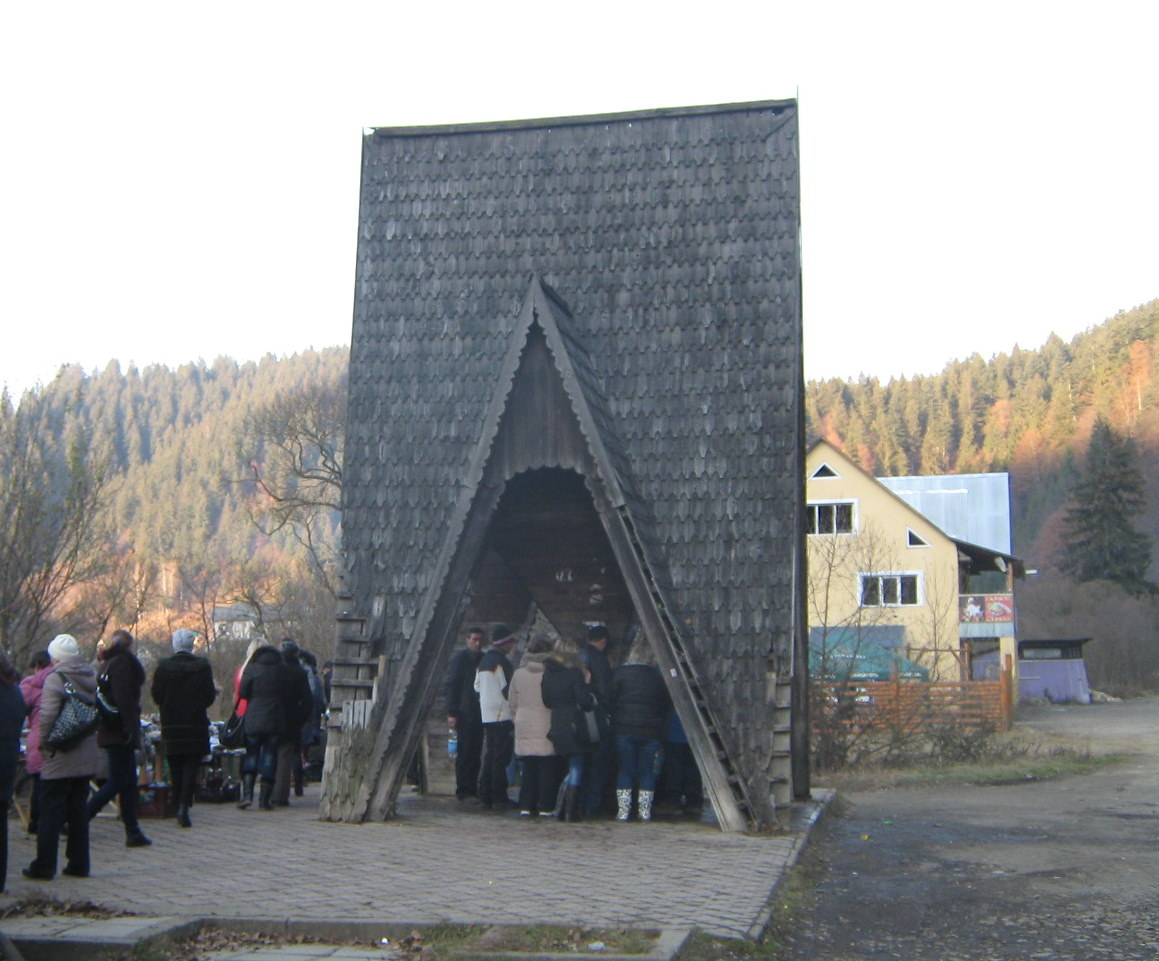
Джерело Сойминської мінеральної води

Мінеральна вода «Сойминська» — лікувальна мінеральна вода, джерела якої знаходяться в селі Сойми Хустського (раніше — Міжгірського району) Закарпатської області. Використовується для пиття та купання, відома ще з XVIII століття. Одне з джерел знаходиться обабіч траси «Воловець — Міжгір'я» (Р21), біля санаторію «Верховина».

## Хімічний склад
Сойминське родовище мінеральних вод — одне з найбільш високодебітних на Закарпатті. Його орієнтовний дебіт сягає 1500 м³/добу. Затверджені запаси зі свердловин, що можуть використовуватись для розливу, складають 590 м³ /добу. За геохімічним походженням ці води належать до хлоридно-гідрокарбонатних вод, виходи яких приурочені до розломів у Складчастих Карпатах.
Водоносний горизонт у пісковикових породах середнього еоцену напірний, свердловини мінеральних вод самовиливають зі значним вмістом вільного вуглекислого газу (практично єдині такі на сьогоднішній день на Закарпатті).
Особливістю хімічного складу холодної вуглекислої борної середньомінералізованої хлоридно-гідрокарбонатної натрієво-кальцієвої мінеральної води Сойми, що робить її унікальною, є найвищий вміст кальцію, в порівнянні з іншими кальцієвими гідрокарбонатними водами, наявність біологічно активних концентрацій інших мікроелементів — марганцю, цинку, літію, борної кислоти, заліза, що зумовило виділення її у окремий Сойминський підтип серед групи вод типу Єсентуки у класифікації мінеральних вод.

## Показання до використання
Визначні лікувальні властивості мінеральної води Сойми зумовлені насамперед високим вмістом мінеральних солей, зокрема кальцію і магнію. Завдяки такій кількості кальцію (до магнію (до 100 мг/л), що відповідає половині добової потреби організму людини, ця мінеральна вода забезпечує відновлення їх дефіциту при порушеннях мінерального обміну. Іони кальцію викликають протизапальну дію, знижують проникливість клітинних мембран, зменшують кровоточивість.
Як хлориди, так і гідрокарбонати відіграють значну роль у підтриманні сталості буферної системи біологічних рідин організму, в тому числі крові. Достатньо високий загальний вміст гідрокарбонатів (відповідає 0,4 % розчину питної соди) зумовлює як кислотонейтралізуючу (антацидну, олужнюючу), так і буферну дію води (здатність зберігати стало нейтральний рН середовища шлунку протягом певного часу), яка перевищує останню у відповідного розчину питної соди.
Олужнюючий ефект (нейтралізація кислотності) наступає безпосередньо після прийому води і ліквідовує явища кислотно-евакуаторної дискоординації шлунка. Олужнення порожнини  кишки сприяє нормалізації відходження жовчі та панкреатичного секрету, активності ферментів підшлункової залози, процесів всмоктування. А наявність вуглекислоти, слабокислого рН та іонів хлору надає воді стимулюючої та замісної дії і при станах з низьким рівнем кислотоутворення.
Ще однією особливістю дії хлоридно-гідрокарбонатних вод, як складних сольових розчинів, є виразний вплив на гормональну систему шлунково-кишкового тракту — індукцію гормонів, що стимулюють утворення та виділення жовчі, панкреатичного секрету, активність ферментів шлунка, підшлункової залози, ендокринну функцію підшлункової залози, посилення окисних процесів в організмі.
У відповідності з іонним складом мінеральної води Сойми та її лікувальними властивостями вона призначається при захворюваннях шлунка з різним рівнем кислотоутворення, супутніх захворюваннях жовчного міхура та підшлункової залози у вигляді холе- та панкреатостазу, при хронічних панкреатитах, гепатитах, дисфункціях кишечника, цукровому діабеті, ослабленні імунного статусу організму; всіх захворюваннях з порушеннями мінерального обміну, зокрема кальцію: профілактики та терапії захворювань органів руху та опори, корекції порушень кальцієвого обміну при остеопорозі, у період активного росту дітей та підлітків, тривалому використанні гормональних препаратів.
Мінеральна вода ефективна при захворюваннях, що супроводжуються залізодефіцитними станами, хронічних ендогенних та екзогенних інтоксикаціях.
В 2000 році почав роботу українсько-німецький завод з розливу мінеральної води «Сойми».

## Цікаві факти
Місцеві жителі називають свою воду просто «Квас». Через вміст сірководню вона має незвичний запах, що не схожий на запах інших мінеральних вод.